# Gtkmm
gtkmm ist die C++-Schnittstelle für das freie GUI-Toolkit GTK. Die Bezeichnung gtkmm steht für gtk-- (gtk minus minus), den ursprünglichen Namen des Projektes.
Die gtkmm-Bibliothek steht unter der freien Lizenz LGPL und ist dadurch eine kostenlose Lösung auch für grafische Closed-Source-Programme unter Linux und Unix.

## Änderungen gegenüber Gtk
Die Bibliothek kapselt unter anderem das GObject-System in eine funktionsgleiche C++-Klassenhierarchie. In der C++-Variante der GLib, glibmm, werden die Funktionen und Strukturen weitgehend durch Äquivalente aus der C++-Standardbibliothek ersetzt.
Typsichere Rückruffunktionen (Signal-Slot-Konzept) realisiert gtkmm über die Bibliothek libsigc++.

## Programmierbeispiel

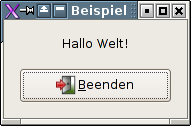
Das Ergebnis des Beispielprogrammes, kompiliert mitg++ beispiel.cc `pkg-config --cflags --libs gtkmm-2.4`

Das folgende Beispiel erzeugt ein Fenster mit einem Beschriftungsfeld (Label) und einer Schaltfläche (Button). Letzteres wird mithilfe der libsigc++ mit der quit-Funktion verbunden, so dass das Programm bei einem Klick auf den Button beendet wird. Die beiden Widgets werden anschließend in einem Gtk-typischen Container – einer vertikalen Box – untergebracht. Diese Box wird im Fenster schließlich angezeigt.
```
#include
 
<gtkmm.h>

using
 
namespace
 
Gtk
;

int
 
main
(
int
 
argc
,
 
char
 
*
argv
[])
 
{

    
Main
 
kit
(
argc
,
 
argv
);

    
Window
 
window
;

    
window
.
set_title
(
"Beispiel"
);

    
window
.
set_border_width
(
15
);

    
Label
 
hello
(
"Hallo Welt!"
);

    
Button
 
quit_button
(
Stock
::
QUIT
);

    
quit_button
.
signal_clicked
().
connect
(
sigc
::
ptr_fun
(
&
Gtk
::
Main
::
quit
));

    
VBox
 
box
(
false
,
 
15
);

    
box
.
add
(
hello
);

    
box
.
add
(
quit_button
);

    
window
.
add
(
box
);

    
window
.
show_all
();

    
Main
::
run
(
window
);

    
return
 
0
;

}

```

Benutzeroberflächen können mit gtkmm entweder explizit programmiert oder, wie bereits Gtk-Oberflächen, mit Hilfe des Programms Glade erstellt werden.

## Verwendung
In gtkmm geschriebene Programme laufen auf allen Plattformen, auf denen auch Gtk läuft (unter anderem macOS und Windows), wobei das Toolkit nicht primär zur Cross-Platform-Entwicklung gedacht ist, sondern im Bereich der Unix-Derivate (wie Linux) beheimatet ist.
Aktuell wird gtkmm 4 entwickelt basierend auf GTK 4.
Eine populäre Anwendung, die gtkmm benutzt, ist Inkscape.

## Alternativen
Der Funktionsumfang der gtkmm-Bibliothek ist in etwa vergleichbar mit dem der etwas bekannteren Bibliothek Qt. Anders als Qt enthält sie allerdings keine Funktionen, die über die GUI-Programmierung hinausgehen.
Vergleichbare in C++ geschriebene Grafikbibliotheken sind ferner, mit ähnlichem Funktionsumfang, wxWidgets. FLTK ist im Umfang erheblich geringer.